# Sakae Tsuboi
Sakae Tsuboi (壺井 栄, Tsuboi Sakae), 5 août 1899 - 23 juin 1967 est une romancière et poétesse japonaise.

## Biographie

### Jeunesse
Sakae Iwai naît dans le village de Sakate (à présent intégré dans la ville de Shōdoshima), préfecture de Kagawa, cinquième fille de Tokichi Iwai, tonnelier pour sauce de soja. Malgré la faillite de l'employeur de son père et la conséquente aggravation de la situation économique de sa famille, elle est encore en mesure de terminer huit années de scolarité, avant de commencer à travailler dans un bureau de poste et à la mairie. En 1925, à l'âge de 26 ans, elle se rend à Tokyo où elle épouse Shigeji Tsuboi.

### Carrière
Après la publication de son premier ouvrage Daikon no Ha (Feuilles de radis) en 1938, elle écrit abondamment et remporte entre autres prix, celui du Ministère de l'éducation pour les beaux-arts. En 1954, le réalisateur Keisuke Kinoshita tourne une adaptation, avec Hideko Takamine, de son roman Nijushi no Hitomi (1952) (Vingt-quatre prunelles) et Shodoshima devient un nom familier au Japon.  En 1967, elle est faite citoyenne d'honneur de la ville d'Uchinomi (Kagawa) avant de mourir cette même année à l'âge de 67 ans.

### Prix Sakae Tsuboi
Afin d'honorer l’œuvre de Tsuboi, la préfecture de Kagawa fonde en 1979 le prix Sakae Tsuboi pour les enfants de la préfecture.

## Œuvres importantes
- Daikon no Ha  (« Feuilles de radis »)
- Kaki no Ki no Aru Ie  (« La maison au kaki »)
- Haha no Nai Ko to Ko no Nai Haha to  (« L'enfant sans mère et la mère sans enfant »)
- Sakamichi  (« la pente »)
- Nijushi no Hitomi  (« Vingt-quatre prunelles ») -
- Kaze  (« Le vent »)
- Tsukiyo no Kasa  (« Parapluie au clair de Lune »)

## Source de la traduction
- (en) Cet article est partiellement ou en totalité issu de l’article de Wikipédia en anglais intitulé « Sakae Tsuboi » (voir la liste des auteurs).